# Vincent Gazan
Pour les articles homonymes, voir Gazan.
Vincent Gazan, né le 14 novembre 1980, est un rameur d'aviron français.

## Palmarès

### Championnats du monde
- 2001 à Lucerne
  -  Médaille d'or en quatre avec barreur[2]